# 新潟町奉行
新潟町奉行（にいがたまちぶぎょう）は江戸時代に新潟町（現在の新潟県新潟市）が越後長岡藩の所領であった時代に存在した越後長岡藩の役職。新潟町は天保14年（1843年）に江戸幕府に上知されて天領となるが、天領になって以降の新潟町統治の幕職である新潟奉行については遠国奉行#新潟奉行を参照。

## 概要
長岡藩は当初、郡奉行配下として新潟町代官を設置し、新潟町に派遣して管理した。延宝4年（1676年）より、専任の新潟町奉行を新設して町政全体を管理した。配下に検断、町老、町肝煎、町代を持つ。
初代の新潟町奉行のみ、担当の代官2名をそのままこれに昇格させたといわれるが、「新潟市史・資料編」掲載の『天保十亥年正月　貞享元子年より諸役人留』（神明町肝煎の佐藤利兵衛筆写）では当初、新潟町代官の定員は1名で延宝4年5月17日をもってそれまでの本富弥五左衛門を新潟町代官の最後とし、代わって就任した竹垣数右衛門を初代新潟町奉行としている。さらに翌年11月（1677年）に竹垣が新潟町奉行に在任のまま、山本七郎右衛門が就任したことで、新潟町奉行は定員2名体制となっている。
役高は150石高という説がある。ただしの足高となっており『新潟市史』の前掲史料では、230石の安田杢や190石の大瀬庄左衛門といった150石以上の就任者や140石の川井（河井）代右衛門や高100石の藤野六右衛門といった150石以下の就任者もいた。特に大瀬と川井は同時期の就任者なのでこれより役高は時代により差があり、新潟町奉行2名がともに同じ役高ではなく、片方の方が役高が高い傾向がある。役格は者頭格だが、番頭格になったものがいたが、基本的に長岡城下の町奉行（新潟町奉行と区別して長岡町奉行とも）より低く、郡奉行より高い役職であった。
享保年中や新潟明和騒動の際には、3名に増員しているが、ほぼ定員2名で推移。時代により2名中片方だけ人員入れ替えの時もあれば、2名同時に入れ替えとなることもある。また、新潟町奉行は新潟町に居住するが少なくとも天保年間は2名が同じ屋敷ではなく、片方が上屋敷、もう片方が下屋敷に居住していることが同史料にある。
河井継之助の先祖はほぼ代々この職についているが、別に一部の藩士による世襲というわけではない。なお、「長岡市史」では長岡藩職についての説明があるが、新潟町奉行の説明はないので、長岡市史での役職の内容は新潟町上知以降の内容である可能性が高い。

## 天保7年までの歴代新潟町奉行
『天保十亥年正月　貞享元子年より諸役人留』（1839年頃）を参考とするために、小出善助以降から新潟町上知までの新潟町奉行については不詳。なお、小林親真（又兵衛）や河井継之助の父も新潟町奉行になったといわれる。新潟町代官は本富弥五左衛門しか掲載がないので省略。順番は就任年順。誤字はそのまま記載の上で補足した。
1. 竹垣数右衛門；延宝4年5月17日（1676年）-貞享3年（1686年）
2. 山本七郎右衛門；延宝5年11月（1677年）-貞享2年（1685年）
3. 伴甚五兵衛；貞享2年（1685年）-元禄10年（1697年）
4. 能勢市郎右衛門；貞享2年（1685年）-元禄12年（1699年）
5. 倉沢弥五兵衛；元禄10年（1697年）-元禄14年（1701年）；参考文献では金沢と誤記部分有り
6. 陶山左次右衛門；元禄12年（1699年）-元禄13年（1700年）
7. 秋原伊右衛門；元禄13年（1700年）-宝永6年（1709年）
8. 山本才蔵；元禄14年（1701年）-享保4年4月（1719年）
9. 河井忠右衛門；元禄16年（1703年）-？；辞職年の記載なし
10. 由良源左衛門；宝永6年（1709年）-正徳2年（1712年）
11. 鵜殿団次郎：正徳2年（1712年）-享保4年1月（1719年）
12. 中嶋庄兵衛：享保4年4月（1719年）-享保9年5月（1724年）
13. 大瀬庄左衛門：享保4年5月（1719年）-享保9年5月（1724年）
14. 山本才蔵：享保9年5月（1724年）-享保13年8月（1728年）
15. 伴権六；享保9年5月（1724年）-享保14年9月（1729年）
16. 能勢市郎右衛門；享保13年8月（1728年）-享保16年8月（1731年）
17. 陶山七左衛門；享保14年11月（1729年）-享保17年5月（1732年）
18. 名児耶与次右衛門；享保16年9月（1731年）-宝暦7年1月21日（1757年）
19. 河井金太夫；享保17年5月（1732年）-元文4年1月（1739年）
20. 波田八郎兵衛；元文4年1月（1739年）-延享3年8月（1746年）
21. 河井代右衛門；延享3年8月（1746年）-宝暦6年8月5日（1757年）
22. 村井伊左衛門；宝暦6年8月（1756年）-明和2年8月29日（1765年）
23. 大田門左衛門；宝暦7年1月（1757年）-明和2年2月（1765年）
24. 石垣忠兵衛；明和2年2月（1765年）-明和6年3月18日（1769年）；御免
25. 佐野与惣左衛門；明和2年（1765年）-明和6年3月（1769年）
26. 大田門左衛門；明和5年10月（1768年）-安永2年3月29日（1773年）；新潟明和騒動による再任用か？。
27. 稲垣茂市；明和6年3月（1769年）-安永8年7月（1779年）
28. 神戸庄蔵；安永2年3月29日（1773年）-安永9年9月23日（1780年）
29. 平岡吉左衛門；安永8年8月（1779年）-天明2年7月（1782年）
30. 西郷助左衛門；天明2年8月（1782年）-天明6年3月（1786年）
31. 稲垣友右衛門；安永9年10月（1780年）-寛政3年5月（1791年）
32. 陶山善四郎：天明6年3月（1786年）-寛政7年7月12日（1795年）；寛政6年（1794年）に番頭同格となり、善六と改名。『8月17日に交代』とあり、長岡城下への引越しを指すか
33. 今村淀七；寛政3年5月（1791年）-享和元年7月22日（1801年）；新潟町への引越しは6月7日
34. 稲垣左七郎；寛政7年7月12日（1795年）-享和2年（1802年）
35. 能勢喜内；享和元年7月22日（1801年）-文化 4年4月23日（1805年）
36. 石垣忠兵衛；享和2年6月8日（1802年）-文化8年6月23日（1811年）
37. 川井代右衛門：文化4年4月23日（1805年）-文化12年2月22日（1815年）；河井か？。足高140石。
38. 大瀬庄左衛門：文化8年6月23日（1811年）-文政元年8月23日（1818年）；足高190石。
39. 藤野六右衛門：文化12年2月22日（1815年）-文政7年6月23日（1824年）；高100石。
40. 田中善左衛門：文政元年8月24日（1818年）-天保2年2月7日；足高190石。下屋敷。御役御免。
41. 安田杢：文政7年6月24日（1824年）-天保2年2月7日（1831年）；足高230石。上屋敷。御役御免。
42. 上田十兵衛；天保2年2月（1831年）-？：高230石。2月26日に新潟町に下り、4月に新潟町着。下屋敷。史料の製作年の都合上、辞職年不詳。
43. 吉田何右衛門；天保2年2月（1831年）-天保3年12月17日（1833年）：高170石。2月13日に新潟町に下り、3月に到着し、安田と交代。上屋敷。勘定頭に転任。
44. 小出善助：天保3年12月17日（1833年）-天保7年10月5日（1836年）：就任中に死去。高210石。

## 場所
新潟市中央区西堀通5番町と6番町(柾木小路を挟んで南北)